# 420 (số)
420 (bốn trăm hai mươi) là một số tự nhiên ngay sau 419 và ngay trước 421.